# Rød skovsnegl
Den røde skovsnegl (Arion rufus) er en snegleart. Rød skovsnegl er indført til Silkeborg i 1913 fra Harzen. Den blev udsat omkring Silkeborg Papirfabrik. Ved menneskers hjælp har den fra Silkeborg udbredt sig til store dele af Østjylland.
Rød skovsnegl er orange-rødlig. Den skal ikke forveksles med spansk skovsnegl som oftest er brun-rødlig.

## Ekstern kilde/henvisning
- Info på TV 2 Vejret

| Dyr | Spire Denne artikel om dyr er en spire som bør udbygges. Du er velkommen til at hjælpe Wikipedia ved at udvide den. |